# 4月26日
4月26日是公历一年中的第116天（闰年第117天），离全年的结束还有249天。

## 大事记

### 20世紀以前
- 1478年：佛羅倫斯共和國帕齊家族密謀刺殺洛伦佐·美第奇等人，試圖推翻麥地奇家族的統治。
- 1795年：隨著波蘭立陶宛聯邦土地遭到瓜分，俄羅斯帝國吞併庫爾蘭和瑟米加利亞公國。
- 1865年：美国陆军士兵在维吉尼亚州开枪击毙刺杀总统亚伯拉罕·林肯的枪手约翰·布思。

### 20世紀
- 1913年：袁世凯与英国、法国、德国、俄国、日本5国银行签订《善后借款合同》。
- 1915年：第一次世界大戰：英國、法國和俄國簽署秘密條約，承諾如果義大利加入三國協約，將會在戰後獲得領土作為報酬。
- 1933年：赫尔曼·戈林在普鲁士创建納粹德國的秘密警察組織蓋世太保。
- 1937年：西班牙將領法蘭西斯科·佛朗哥下令納粹德國空軍禿鷹軍團對格爾尼卡展開轟炸。
- 1944年：第二次世界大戰：美國海軍潛艇開始對航行臺灣和菲律賓之間海域的日本竹一船隊發動攻擊，最終擊沉4艘運輸船並且造成4,000多人喪生。
- 1951年：钱学森被美国驱逐出境。
- 1954年：日内瓦会议召开。
- 1960年：韩国总统李承晚发表下野声明。
- 1960年：台灣中部橫貫公路完工通車。
- 1964年：前大英帝国殖民地坦噶尼喀和桑給巴爾合并成为坦尚尼亚，由朱利叶斯·尼雷尔担任首届总统。
- 1982年：中國民航3303號班機在從廣州飛往廣西桂林途中墜毀在恭城縣，機上104名乘客和8名機組人員全部罹難。
- 1983年：香港警方偵破王德輝綁架案。
- 1983年：在收到美國女學生珊曼莎·史密斯擔心冷戰緊張關係的信件後，蘇聯領導人尤里·安德羅波夫邀請她訪問莫斯科、列寧格勒等地。
- 1984年：美國總統隆納·雷根訪問中華人民共和國。
- 1986年：位于乌克兰切尔诺贝利的核电站因为蒸气爆炸引发核事故，为历史上最严重的核灾。
- 1989年：一場龍捲風襲擊孟加拉馬尼格甘傑縣，估計造成1,300人死亡，為歷史上死亡人數最多的龍捲風[1]。
- 1989年：人民日報發表社論《必須旗幟鮮明地反對動亂》，简称“四·二六社论”。
- 1991年：阿根廷球王马拉多纳因携带毒品被捕。
- 1994年：中華航空140號班機在日本名古屋市的名古屋飛行場降落時墜毀，造成264人死亡。
- 1996年：以色列和黎巴嫩达成停火协议。
- 1996年：中国、俄罗斯、哈萨克斯坦、吉尔吉斯斯坦和塔吉克斯坦签署在边境地区加强军事领域信任的协定。

### 21世紀
- 2003年：中国国家主席胡锦涛根据全国人大常委会的决定签署主席令，免去卫生部部长张文康職務。
- 2005年：中國國民黨主席連戰展開為期8日的和平之旅。
- 2005年：英國女王和英國首相替倫敦市中心的國家警察紀念碑進行揭幕。
- 2012年：联合国塞拉利昂特别法庭对利比里亚前总统查爾斯·泰勒被控在塞拉利昂内战期间犯有战争罪一案作出有罪裁决。
- 2017年：中国首艘国产001A型航空母舰在大连完成了下水，从开工到下水，历时3年多时间。
- 2018年：菲律賓熱門景點長灘島，因商業污染，將封島半年。

## 出生
- 121年：馬爾庫斯·奧列里烏斯，羅馬皇帝（180年逝世）
- 764年：哈迪，阿拔斯帝國哈里發（786年逝世）
- 1564年：威廉·莎士比亞（受洗日，出生日不詳），英國劇作家（1616年逝世）
- 1711年：大卫·休谟，英國哲學家（1776年逝世）
- 1782年：瑪麗亞·艾瑪莉亞，法国王后（1866年逝世）
- 1785年：约翰·詹姆斯·奥杜邦，美國畫家和自然主義作家（1851年逝世）
- 1798年：歐仁·德拉克羅瓦，法國著名浪漫主義畫家（1863年逝世）
- 1861年：詹天佑，中國鐵路工程師，被譽為「中國鐵路之父」（1919年逝世）
- 1889年：路德维希·维特根斯坦，奧地利哲學家、邏輯學家，分析哲學的代表人物（1951年逝世）
- 1894年：鲁道夫·赫斯，德國納粹黨副領袖（1987年逝世）
- 1905年：謝晉元，中華民國國民革命軍軍官（1941年逝世）
- 1917年：貝聿銘，美籍華人建築師（2019年逝世）
- 1933年：阿諾·彭齊亞斯，德國裔美國無線電天文學家，微波背景輻射的發現者之一，1978年諾貝爾物理學獎得主（2024年逝世）
- 1936年：丁強，台灣男演員、導演、電視製作人、主持人（2023年逝世）
- 1938年：尼諾·本韋努蒂，義大利男子拳擊運動員（2025年逝世）
- 1938年：曼紐爾·布盧姆，委內瑞拉計算機科學家
- 1939年：佐川一政，日本殺人犯、食人者和戀屍癖者（2022年逝世）
- 1945年：理察·李·阿米塔吉，美國政治人物（2025年逝世）
- 1950年：蘇珊娜·樋口，日裔秘魯政治人物、工程師，祕魯國會議員（2021年逝世）
- 1955年：陳道明，中國演員
- 1958年：吉安卡洛·伊坡托，美國男演員
- 1961年：陳沖，中國電影演員、導演
- 1961年：栗山英樹，日本職業棒球運動員、教練
- 1962年：辻谷耕史，日本男演員、配音員、旁白、音響監督（2018年逝世）
- 1963年：李連杰，中國電影演員、武術家
- 1963年：歐錦棠，香港演員
- 1964年：倪震，香港作家、電台節目主持人
- 1964年：朱軍，中國電視節目主持人、影視演員、小品演員
- 1965年：凱文·詹姆斯，美國男演員
- 1966年：林憶蓮，香港歌手
- 1967年：呂孔維，台灣藝人
- 1967年：肯恩，西班牙摔跤選手
- 1968年：何冰，中國男演員
- 1968年：鄭堅克，臺灣廚師、主持人
- 1969年：林煒，台灣男演員
- 1970年：小花美穗，日本漫畫家
- 1970年：梅拉尼娅·特朗普，美國第一夫人
- 1971年：李家誠，香港企業家
- 1971年：田中直樹，日本演員、搞笑藝人
- 1973年：陳冠霖，台灣演員
- 1975年：喬依·喬迪森，美國音樂人、作曲家、製作人（2021年逝世）
- 1975年：區焯文，香港主持人
- 1977年：福留孝介，日本職業棒球運動員
- 1977年：汤姆·威灵，美國男演員
- 1978年：立花慎之介，日本男性聲優
- 1978年：安娜·蒙格拉絲，法國模特，演員
- 1978年：帕布羅·薛伯，加拿大男演員
- 1978年：斯坦娜·卡蒂克，加拿大女演員
- 1979年：陸浩明，香港主持人
- 1979年：王婉諭，臺灣政治人物，現任時代力量黨主席
- 1980年：查寧·塔圖，美國男演員
- 1980年：喬丹娜·布魯斯特，美國女演員
- 1981年：蒼井空，日本前AV女優、電視演員[2]
- 1982年：栢天男，香港男演員
- 1984年：南奎里，韓國女歌手、演員
- 1986年：楊迪，中國節目主持人
- 1987年：梁俊碩，香港賽艇運動員
- 1988年：賴鴻誠，中華職棒樂天桃猿隊投手
- 1988年：孟鶴堂，中國德云社相聲演員
- 1988年：魯特格爾·布雷格曼，荷蘭歷史學家、作家
- 1989年：王伯源，臺灣藝人、主持人
- 1989年：姜大聲，韓國男子偶像團體BIGBANG成員
- 1990年：小峰峰，中國男歌手
- 1990年：李斯丹妮，中國女歌手、演員
- 1990年：刘恋，中國音乐人、创作歌手
- 1992年：亞倫·賈吉，美國職業棒球運動員
- 1993年：竹內涼真，日本男演員
- 1993年：白石兼斗，日本男性聲優
- 1993年：光宗薰，日本女子偶像團體AKB48成員
- 1995年：吳政迪，台灣男演員
- 1998年：崔澯熙，韓國男子偶像團體THE BOYZ成員
- 1999年：ALLEN，韓國男子偶像團體CRAVITY成員
- 2000年：天城莎莉，日裔美國女性聲優、偶像
- 2001年：Remi，韓國女子偶像團體Cherry Bullet成員
- 2002年：金采炫，韓國女子偶像團體Kep1er成員

## 逝世
- 1192年：後白河天皇，日本第77代天皇。（1127年出生）
- 1489年：足利義尚，日本室町幕府第9代征夷大將軍。（1465年出生）
- 1879年：爱德华-莱昂·斯科特·德·马丁威尔（英语：Édouard-Léon Scott de Martinville），法国書商，發明了一個記錄聲音的儀器，稱作声波记录仪。（1817年出生）
- 1865年：約翰·威爾克斯·布思，美國戲劇演員，刺殺總統亞伯拉罕·林肯的刺客。（1838年出生）
- 1886年：伯納德·馬奎爾，愛爾蘭裔美國天主教牧師和耶穌會士。（1818年出生）
- 1919年：基多·韋爾尼希，奧地利神經學家。（1844年出生）
- 1920年：斯里尼瓦瑟·拉馬努金，印度数学家。（1887年出生）
- 1926年：邵飘萍，《京报》社长。（1886年出生）
- 1935年：毛泽覃，毛泽东之弟。（1905年出生）
- 1938年：埃德蒙德·胡塞爾，德國哲學家。（1859年出生）
- 1940年：卡爾·博施，德國化學家、工程師，1931年諾貝爾化學獎得主。（1874年出生）
- 1947年：谷寿夫，日本陆军中将，日军第六师团师团长，南京大屠杀制造者。（1882年出生）
- 1951年：阿諾·索末菲，德國物理學家，量子力學與原子物理學開山始祖之一。（1868年出生）
- 1956年：何東，香港企業家、慈善家。（1862年出生）
- 1971年：宋子文，国民党要员。（1894年出生）
- 1982年：麥大成，香港演員。（1953年出生）
- 1984年：成荫，中国电影导演。（1917年出生）
- 1985年：房兆楹，中國歷史學家。（1908年出生）
- 1989年：露西尔·鲍尔，美國喜劇演員。（1911年出生）
- 1997年：彭真，中国共产党、中華人民共和國領導人（1902年出生）
- 2005年：奧古斯托·羅亞·巴斯托斯，巴拉圭小說家。(1917年出生)
- 2007年：瑪喜樂，美國長老教會傳教士，喜樂保育院創辦人。(1914年出生)
- 2010年：劉殿爵，香港學者、教授。（1921年出生）
- 2014年：格奧爾吉·阿傑爾松-韋利斯基，蘇聯數學家、計算機科學家。(1922年出生)
- 2014年：徐恒雄，臺灣耳鼻喉醫師。（1940年出生）
- 2015年：汪国真，中国诗人（1956年出生）
- 2016年：吴弘达，中国人权活动分子（1937年出生）
- 2017年：強納森·德米，美國電影導演、製片人和編劇（1944年出生）[3]
- 2023年：張積慧，中國人民志願軍空軍戰鬥英雄，中國人民解放軍空軍飛行員（1927年出生）
- 2023年：宗華，台灣男演員（1944年出生）

## 節假日和習俗
- 世界知识产权日
- 圆周率近似值日（這天地球公轉了大約兩個天文單位距離，以地球公轉軌道長度除以這距離等於圓周率）
- 世界飛行員日[4][5]
- 坦桑尼亚：聯合紀念日